# فرانك مارينو (ترفيهي)
فرانك مارينو (بالإنجليزية: Frank Marino)‏ هو ترفيهي أمريكي، ولد في 20 نوفمبر 1963 في بروكلين في الولايات المتحدة.

## وصلات خارجية
- فرانك مارينو على موقع IMDb (الإنجليزية)
- فرانك مارينو على موقع قاعدة بيانات الفيلم (الإنجليزية)